# Årslev (Faaborg-Midtfyn Kommune)
 For alternative betydninger, se Årslev. (Se også artikler, som begynder med Årslev)
Årslev er en by på det centrale Fyn syd for Odense med 4.367 indbyggere  (2024). Den ligger i Faaborg-Midtfyn Kommune og tilhører Region Syddanmark.

## Historie
Årslev (1383 Arsløf) var oprindelig en landsby, senere stationsby.

### Landsbyen
I landsbyfællesskabets tid havde landsbyen 21 gårde, 3 huse med jord og 2 huse uden jord. Driftsformen var trevangsbrug. Landsbyen blev udskiftet 1798.

### Stationsbyen
I 1873 beskrives byen således: "Aarslev med Kirke, Skole og Teglværk". Byen fik jernbaneforbindelse, da Svendborgbanen mellem Odense og Svendborg blev indviet den 12. juli 1876 med station i Årslev.
I 1899 beskrives Årslev således: stationsby med kirke, skole, forsamlingshus (opført 1888), stokke- og piskefabrik, uldspinderi, 3 kalkbrænderier, gæstgiveri, købmandsforretning, jernbane-, telegraf- og telefonstation samt postekspedition.
I 1950 var næringsfordelingen for Årslevs indbyggere: 31 levede af landbrug m.v., 152 af håndværk og industri, 19 af handel og omsætning, 28 af transportvirksomhed, 5 af administration og liberale erhverv, 24 af aldersrente, pension og formue.
Årslev havde 200 indbyggere i 1940, 259 i 1945, 259 i 1950, 366 i 1955, 855 i 1960 og 1.365 indbyggere i 1965.
Omkring 1960 beskrives Årslev således: stationsby, bymæssig bebyggelse med kirke, forskole (opført 1900), skole med bogsamling (oprettet 1881), forsamlingshus, friskole (opført 1906), missionshus (opført 1909), kommunekontor (fra 1955), stadion (anlagt 1943), vandværk (anlagt 1910), cementstøberi, kalkbrænderi, stokkefabrik, maskinsnedkeri, jernbanestation, posthus, telegrafstation og telefoncentral.
Byen havde i 1976 2.212 indbyggere, i 1981 2.569 indbyggere, i 1989 2.923 indbyggere.

### Kommunecenter
Indtil 2007 var Årslev hovedbyen i Årslev Kommune.